# Vladimir Malachov (lední hokejista)
Vladimir Igorevič Malachov (rusky Владимир Игоревич Малахов, * 30. srpen 1968 v Jekatěrinburgu, SSSR) je bývalý ruský hokejový obránce, který odehrál 712 utkání v NHL a je členem prestižního Triple Gold Clubu.

## Reprezentace
V dresu sovětské reprezentace do 20 let se zúčastnil juniorského mistrovství světa 1987 v Československu. Na tomto turnaji byli Sověti společně s Kanadou za vzájemnou hromadnou rvačku diskvalifikováni.
Premiéru v národním týmu si odbyl v přátelském utkání 30. října 1988 v Praze proti domácímu Československu (3:5). Startoval za Sovětský svaz na mistrovství světa 1990 ve Švýcarsku (zlato), mistrovství světa 1991 ve Finsku (bronz) a Kanadském poháru 1991 (5. místo). Jako reprezentant Společenství nezávislých států se stal olympijským vítězem na hrách v Albertville 1992.
Za samostatné Rusko hrál na mistrovství světa 1992 v Československu (5. místo), Světovém poháru 1996 (semifinále) a olympijských hrách v Salt Lake City 2002 (bronz).

### Reprezentační statistiky
| 1987                      | SSSR 20                   | MS 20                     | 6  | 0 | 0 | 0 | 4  |
| 1990                      | SSSR                      | MS                        | 10 | 0 | 1 | 1 | 10 |
| 1991                      | SSSR                      | MS                        | 10 | 0 | 0 | 0 | 4  |
| 1991                      | SSSR                      | KP                        | 5  | 0 | 0 | 0 | 4  |
| 1992                      | SNS                       | OH                        | 8  | 3 | 0 | 3 | 4  |
| 1992                      | Rusko                     | MS                        | 6  | 2 | 1 | 3 | 4  |
| 1996                      | Rusko                     | SP                        | 4  | 1 | 0 | 1 | 8  |
| 2002                      | Rusko                     | OH                        | 6  | 1 | 3 | 4 | 4  |
| Mistrovství světa 3×      | Mistrovství světa 3×      | Mistrovství světa 3×      | 26 | 2 | 2 | 4 | 18 |
| Olympijské hry 2×         | Olympijské hry 2×         | Olympijské hry 2×         | 14 | 4 | 3 | 7 | 8  |
| Kanadský/Světový pohár 2× | Kanadský/Světový pohár 2× | Kanadský/Světový pohár 2× | 9  | 1 | 0 | 1 | 12 |

## Kariéra
Hráče vychoval klub v jeho rodném Jekatěrinburgu. V sovětské lize hrál za HK Spartak Moskva (1986–1988) a HC CSKA Moskva (1988–1992, mistr ligy 1988/89).
Malachova draftoval do NHL celek New York Islanders, ve kterém působil od roku 1992. Ve své nováčkovské sezoně 1992/93 byl zvolen do All-Rookie Teamu. V dubnu 1995 byl součástí výměny do Montreal Canadiens. V přípravě před sezonou 1999/2000 si zranil koleno a přišel o podstatnou část ročníku. V jeho závěru byl vyměněn do New Jersey Devils, se kterými získal Stanleyův pohár. V létě 2000 se upsal jako volný agent týmu New York Rangers. O sezonu 2000/01 jej připravilo další zranění kolena v jejím úvodu. V závěru 2003/04 byl vyměněn do Philadelphia Flyers. Sezona 2004/05 se neuskutečnila kvůli stávce hráčů. Svojí poslední sezonu 2005/06 hájil barvy New Jersey Devils. V říjnu 2006 získal práva na hráče klub San Jose Sharks, za ten již ale nehrál, protože ukončil kariéru.

## Statistika
- Debut v NHL – 15. října 1992 (Philadelphia Flyers – NEW YORK ISLANDERS)
- První gól i asistence v NHL (druhé utkání) – 17. října 1992 (NEW YORK ISLANDERS – New York Rangers)

| Sezona                 | Klub                       | Soutěž     | Základní část | Základní část | Základní část | Základní část | Základní část | Play off | Play off | Play off | Play off | Play off |
| Sezona                 | Klub                       | Soutěž     | Z             | G             | A             | B             | TM            | Z        | G        | A        | B        | TM       |
| ---------------------- | -------------------------- | ---------- | ------------- | ------------- | ------------- | ------------- | ------------- | -------- | -------- | -------- | -------- | -------- |
| 1986/87                | HK Spartak Moskva          | SSSR       | 22            | 0             | 1             | 1             | 12            | —        | —        | —        | —        | —        |
| 1987/88                | HK Spartak Moskva          | SSSR       | 28            | 2             | 2             | 4             | 26            | —        | —        | —        | —        | —        |
| 1988/89                | CSKA Moskva                | SSSR       | 34            | 6             | 2             | 8             | 16            | —        | —        | —        | —        | —        |
| 1989/90                | CSKA Moskva                | SSSR       | 48            | 2             | 10            | 12            | 32            | —        | —        | —        | —        | —        |
| 1990/91                | CSKA Moskva                | SSSR       | 46            | 5             | 13            | 18            | 22            | —        | —        | —        | —        | —        |
| 1991/92                | CSKA Moskva                | SSSR/RUS   | 32            | 0             | 8             | 8             | 12            | —        | —        | —        | —        | —        |
| 1992/93                | New York Islanders         | NHL        | 64            | 14            | 38            | 52            | 59            | 17       | 3        | 6        | 9        | 12       |
|                        | Capital District Islanders | AHL        | 3             | 2             | 1             | 3             | 11            | —        | —        | —        | —        | —        |
| 1993/94                | New York Islanders         | NHL        | 76            | 10            | 47            | 57            | 80            | 4        | 0        | 0        | 0        | 6        |
| 1994/95                | New York Islanders         | NHL        | 26            | 3             | 13            | 16            | 32            | —        | —        | —        | —        | —        |
|                        | Montreal Canadiens         | NHL        | 14            | 1             | 4             | 5             | 14            | —        | —        | —        | —        | —        |
| 1995/96                | Montreal Canadiens         | NHL        | 61            | 5             | 23            | 28            | 79            | —        | —        | —        | —        | —        |
| 1996/97                | Montreal Canadiens         | NHL        | 65            | 10            | 20            | 30            | 43            | 5        | 0        | 0        | 0        | 6        |
| 1997/98                | Montreal Canadiens         | NHL        | 74            | 13            | 31            | 44            | 70            | 9        | 3        | 4        | 7        | 10       |
| 1998/99                | Montreal Canadiens         | NHL        | 62            | 13            | 21            | 34            | 77            | —        | —        | —        | —        | —        |
| 1999/00                | Montreal Canadiens         | NHL        | 7             | 0             | 0             | 0             | 4             | —        | —        | —        | —        | —        |
|                        | New Jersey Devils          | NHL        | 17            | 1             | 4             | 5             | 19            | 23       | 1        | 4        | 5        | 18       |
| 2000/01                | New York Rangers           | NHL        | 3             | 0             | 2             | 2             | 4             | —        | —        | —        | —        | —        |
| 2001/02                | New York Rangers           | NHL        | 81            | 6             | 22            | 28            | 83            | —        | —        | —        | —        | —        |
| 2002/03                | New York Rangers           | NHL        | 71            | 3             | 14            | 17            | 52            | —        | —        | —        | —        | —        |
| 2003/04                | New York Rangers           | NHL        | 56            | 3             | 15            | 18            | 53            | —        | —        | —        | —        | —        |
|                        | Philadelphia Flyers        | NHL        | 6             | 0             | 1             | 1             | 2             | 17       | 1        | 5        | 6        | 12       |
| 2004/05                | Stávka hráčů               | NHL        | —             | —             | —             | —             | —             | —        | —        | —        | —        | —        |
| 2005/06                | New Jersey Devils          | NHL        | 29            | 4             | 5             | 9             | 26            | —        | —        | —        | —        | —        |
| Celkem NHL             | Celkem NHL                 | Celkem NHL | 712           | 86            | 260           | 346           | 697           | 75       | 8        | 19       | 27       | 64       |
| Konec hokejové kariéry |                            |            |               |               |               |               |               |          |          |          |          |          |